# Синдром Гешвинда
Синдром Гешвинда, также известный как Гасто-Гешвинд или синдром Ваксмана-Гешвинда (англ. Waxman-Geschwind syndrome), представляет собой группу поведенческих феноменов, проявляющихся у некоторых людей с височной эпилепсией. Он назван в честь первых людей, классифицировавших симптомы, Нормана Гешвинда, чьи работы на эту тему много раз публиковались с 1973 по 1984 гг., и Стивена Ваксмана. Существует спор о том, является ли это истинным нервно-психическим расстройством или нет. Височная эпилепсия вызывает хронические, лёгкие, интериктальные (то есть между припадками) изменения личности, которые медленно усиливаются с течением времени. Синдром Гешвинда включает в себя пять основных изменений: гиперграфия, гиперрелигиозность, нетипичная (обычно сниженная) сексуальность, обстоятельность и интенсификация психической жизни. Не все симптомы должны присутствовать для постановки диагноза. Только некоторые люди с эпилепсией или височной эпилепсией проявляют признаки синдрома Гешвинда.

## Особенности

### Гиперграфия
Гиперграфия — это склонность к экстенсивному и компульсивному письму или рисованию, которая наблюдалась у людей с височной эпилепсией, переживших множественные припадки. Люди с гиперграфией проявляют чрезвычайное внимание к деталям в своём письме. Некоторые такие пациенты ведут дневники, в которых подробно описывают свою повседневную жизнь. В некоторых случаях эти сочинения демонстрируют крайний интерес к религиозным темам. Эти люди также, как правило, имеют плохой почерк. Великий русский писатель Фёдор Достоевский, известный своей эпилепсией, проявлял признаки синдрома Гешвинда, включая гиперграфию. В некоторых случаях гиперграфия может проявляться компульсивным рисованием. Рисунки пациентов с гиперграфией демонстрируют повторение и высокий уровень детализации, иногда трансформируя письмо с рисунком.

### Гиперрелигиозность
Некоторые люди могут проявлять гиперрелигиозность, характеризующуюся повышенными, обычно интенсивными, религиозными чувствами и философскими интересами, а пациенты с частичной (височной долей) эпилепсией, испытывающие частые ауры, воспринимаемые как нуминозные по своему характеру, проявляют большую иктальную и интериктальную духовность. Некоторые ауры включают в себя экстатические переживания. Сообщалось, что многие религиозные лидеры проявляют эту форму эпилепсии. Эти религиозные чувства могут мотивировать убеждения в рамках любой религии, включая вуду, христианство, ислам и другие. Более того, «у человека с ярко выраженным религиозным происхождением гиперрелигиозность может проявляться как глубоко ощущаемый атеизм». Есть сообщения о пациентах, переходящих из одной религии в другую. Некоторые пациенты интернализируют свои религиозные чувства: когда их спрашивают, религиозны ли они, они отвечают, что нет. Один из рецензентов пришёл к выводу, что доказательства связи между височной эпилепсией и гиперрелигиозностью «не очень убедительны».

### Нетипичная сексуальность
Люди с синдромом Гешвинда сообщали о более высоких показателях атипичной или изменённой сексуальности. Примерно у половины пострадавших лиц отмечается гипосексуальность. Реже сообщалось о случаях гиперсексуальности.

### Обстоятельность мышления
Люди с синдромом Гешвинда демонстрируют обстоятельность (или вязкость) мышления, то есть склонны вести разговор на одну и ту же тему в течение длительного времени и говорить однообразно.

### Усиленная умственная деятельность
Индивидуумы склонны к усиленной умственной деятельности, их отличают выраженные когнитивные способности и яркие эмоциональные реакции. Эти тенденции могут сочетаться с гиперграфией и склонностью к упорному уединённому труду, что зачастую определяет продуктивность и качество их творчества.

### Упоминания в художественных произведениях
В 23 серии четвёртого сезона киносериала «Секретные материалы» Дана Скалли относит симптомы, наблюдающиеся у Эми Кассандры к проявлениям синдрома Ваксмана — Гешвинда.